# Tomáš Zatloukal
Tomáš Zatloukal este un om politic ceh, membru al Parlamentului European în perioada 2004-2009 din partea Cehiei.
1. ↑  Czech National Authority Database, accesat în 1 martie 2022
2. ↑  Deputații în Parlamentul European
3. 1 2  Číselník volebních stran - Volby do zastupitelstev obcí konané 23.09. – 24.09.2022 (în cehă), Český statistický úřad[*], accesat în 3 septembrie 2022